# 개질경이
개질경이(Plantago camtschatica)는 한국 각처의 해변이나 들에 나는 여러해살이풀이다. 전체에 거친 털이 밀생하며 원줄기는 없다. 잎은 밑동에서 밀생하고, 양 면에 흰털이 있으며, 긴 타원형, 길이 5-20cm이다. 끝이 둔하고, 꽃줄기의 길이 15-30cm이고, 거친 털이 있다. 꽃은 흰색으로 꽃줄기 끝에 이삭꽃차례를 이루고, 길이 3-10cm, 4수성이다. 열매는 삭과로 방추형이다. 씨는 4개, 검은 갈색이며 어린잎은 식용한다.

## 효능
습을 제거하고 열을 내리며 지혈하는 효능이 있다.